# 21ª Squadriglia
La 21ª Squadriglia del Servizio Aeronautico del Regio Esercito dall'aprile 1917 vola con aerei Savoia-Pomilio SP.2.

## Storia

### Prima guerra mondiale
La 21ª Squadriglia nasce nel marzo 1917 al Centro Formazione Squadriglie dell'Aeroporto di Brescia-Ghedi su Savoia-Pomilio SP.2 diventando operativa dal 10 aprile all'Aeroporto di Udine-Campoformido nel II Gruppo (poi 2º Gruppo volo) al comando del Capitano Renato Tasselli che dispone di altri 5 piloti tra cui il Tenente Carlo Tosi ed il Sottotenente Giulio Lega e 2 osservatori ed in agosto dispone anche dei Savoia-Pomilio SP.3.
Il 4 settembre bombarda tra Ternova d'Isonzo e Voglarji e dopo la Battaglia di Caporetto il 27 ottobre ripiega sull'Aeroporto di Aviano.
Il 29 ottobre lascia parte dei suoi aerei alla 22ª Squadriglia per andare al Centro Formazione Squadriglie di Ponte San Pietro per il transito su SIA 7b quando disponeva di 6 piloti e 8 osservatori.
Rinasce il 15 marzo 1918 con tre sezioni ma in aprile si scioglie per il transito sui Pomilio PE a Riva di Chieri ma il 15 settembre è a Ponte San Pietro per transito su 12 SAML S.2 a 4 montanti.
Il 7 ottobre è sul Campo di aviazione di Isola di Carturo diventando operativa il 20 ottobre per il Comando di Aeronautica della 4ª Armata al comando del Cap. Clemente Giorelli che dispone di altri 11 piloti e 11 osservatori nell'XII Gruppo (poi 12º Gruppo caccia).
La 1ª Sezione va a Castello di Godego per il I Corpo d'armata e le altre ad Isola di Carturo per il collegamento con la fanteria con la 2ª per il VI Corpo d'armata, la 3^ per il 9º Corpo d'Armata e la 4^ per il XXX Corpo d'Armata.
Per la Battaglia di Vittorio Veneto il 24 ottobre la 2ª e 3ª Sezione vanno al Campo di aviazione di Casoni di Mussolente e la 1ª e 4ª Sezione a Castello di Godego.
Il 29 ottobre attacca da Casoni la strada da Sacile e Pordenone lanciando 60 bombe e sparando 450 colpi di mitragliatrice ed il 30 ottobre un aereo attacca la strada tra Feltre e la Valle sganciando 10 bombe e 100 colpi ed il 4 novembre dopo il cessate il fuoco svolge osservazioni sulle colonne in marcia.
L'8 novembre torna da Casoni ad Isola di Carturo e nel febbraio 1919 torna a Casoni con la 1ª Sezione SVA prima di essere sciolta.

### Il periodo tra le due guerre
Il 1º giugno 1931 è all'Aeroporto di Roma-Ciampino (campo di Ciampino Sud) nel 46º Gruppo del 15º Stormo Aeroplani Bombardamento Diurno della Regia Aeronautica sui Fiat B.R.3.
Dal 21 novembre 1931 va all'Aeroporto di Ferrara-San Luca.
Nel settembre del 1935 fu trasferita a Guidonia Montecelio (Aeroporto di Guidonia). 
In questo periodo venne riequipaggiata con i trimotori S.M.81 di produzione SIAI (su licenza) e con motorizzazione Gnome-Rhône 14K. 
Il 16 giugno 1936 il reparto venne inviato nella Libia italiana, all'aeroporto di Castel Benito (Aeroporto di Tripoli). 
Nel maggio 1940 l'unità era equipaggiata con 7 S.M.79 e 4 SM 81.

### Seconda guerra mondiale
Al 10 giugno 1940 lo Stormo era a Tarhuna e dal 13 giugno all'Aeroporto di Benina.
Il 22 giugno 12 S.M.79 del 15º Stormo eseguirono il primo raid notturno della Regia Aeronautica contro la postazione di Marsa Matrouh. L'intenso fuoco di sbarramento antiaereo sopra l'obiettivo colpì uno dei velivoli della 21ª Squadriglia, 46º Gruppo (equipaggio maresciallo pilota Giovanni Lampugnani, sergente maggiore pilota Francesco Carlone, aviere scelto motorista Umberto Costa, primo aviere radiotelegrafista Ottorino Bruschi, primo aviere armiere Bruno Lovato). Il velivolo pilotato da Lampugnani collise in volo con un altro velivolo dello Stormo, quello del leader della formazione, capitano Zelè (equipaggio: capitano pilota Zelè, tenente pilota Regoli, primo aviere Bradde, primo aviere Fallavena, primo aviere Capellini) che fu costretto ad un atterraggio di fortuna lungo la costa egiziana. L'equipaggio di Lampugnani perì nell'azione, quello del capitano Zelè venne catturato dagli inglesi.

Il 28 giugno 5 aerei della squadriglia insieme ad altri 15 delle altre squadriglie, al comando del comandante di Stormo, colonnello Silvio Napoli, eseguirono una intensa azione di bombardamento su Marsa Matrouh. Vennero sganciate 200 bombe da 50 kg che trovarono tutte il loro obiettivo. Vennero distrutti il deposito carburanti, le vie di accesso al campo di volo, magazzini, l'aviorimessa e circa una ventina di apparecchi nemici, essendo stati sorpresi al suolo, vennero distrutti o seriamente danneggiati. L'esito favorevole della missione venne comunicato intorno alle ore 14:00 direttamente dal comandante al comando della 5ª Squadra aerea a Derna (Libia) e ad Italo Balbo che incaricò il comandante di esprimere il suo più vivo plauso a tutti gli equipaggi 
Il 30 giugno si trasferisce sul campo di Maraua (nel Distretto di al-Jabal al-Akhdar nella Cirenaica italiana a 65 km a sud di Beda Littoria).
Nel pomeriggio del 5 luglio lo Stormo realizzò una nuova azione di bombardamento con bombe da 50 kg. Tre S.M.79 della 21ª Squadriglia, al comando del capitano Masoero, attaccarono il campo di volo di Tishdidia insieme ad altri sei S.M.79 della 54ª Squadriglia, due apparecchi della 21ª squadriglia guidati dal maggiore Cerne, cinque S.M.79 della 20ª Squadriglia. Un'ora più tardi altri sei apparecchi della 53ª Squadriglia attaccarono il campo di Bir Enba. Tutti gli apparecchi tornarono alla base attribuendosi la distruzione di sei velivoli nemici a terra e di depositi di munizioni e combustibile.
Il giorno successivo altri dieci apparecchi dello Stormo (21ª e 54ª Squadriglia) al comando del capitano Sergio Guidorzi della 20ª  attaccarono nuovamente la base di Marsa Matrouh sganciando un centinaio di bombe da 50 kg.
Il 6 settembre lo Stormo effettuò un attacco contro lo snodo ferroviario di Marsa Matrouh. Parteciparono all'azione 15 apparecchi (dieci S.M.79 del 47º Gruppo, guidati dal colonnello Napoli e dal maggiore Tivegna, con l'ausilio di cinque S.M.79 della 21ª Squadriglia guidati dal capitano Lualdi). I velivoli decollarono dalla base di Maraua. L'attacco fu eseguito sotto un intenso fuoco di sbarramento antiaereo e fu contrastato dall'azione di Gloster Gladiator del 112º Squadron. L'attacco ebbe successo e tutti gli apparecchi del 15º tornarono alla base.
L'8 ottobre il 46º Gruppo venne arretrato a Castel Benito per essere riequipaggiato. I pochi velivoli in efficienza furono ceduti al 54º Gruppo mentre i rimanenti ad altre Squadriglie. I velivoli non in efficienza rimasero in forza al 15º.
Nell'ambito dell'Operazione Compass il giorno 13 dicembre lo Stormo tornò in azione rischierato al fronte, nel pomeriggio, tre S.M.79 della 21ª Squadriglia al comando del tenente Medun decollavano da Z1 per attaccare la zona di Gabr bu Fares in Egitto. Durante l'azione i velivoli dello Stormo vennero attaccati da una formazione di Hawker Hurricane, probabilmente del 33º Squadron. Tutti gli apparecchi del 15º rientrarono alla base (due su Z1, uno atterrò su T5).
Il 1º gennaio 1941 lo Stormo venne trasferito al campo N3 dell'Aeroporto di Martuba.
La notte del 4 gennaio il tenente De Angelis ed il tenente Valsecchi, entrambi della 21ª Squadriglia del 46º Gruppo, attaccarono con i loro S.M.79 la zona di Sollum.
Il giorno 5 gennaio il 15º tornò ad eseguire azioni di sbarramento (si trattava dello sgancio lungo le direttrici dell'avanzata nemica di mine antiuomo di tipo AR-4 con capacità di scoppio ritardato) con due S.M.79, uno della 21ª Squadriglia, l'altro della 53ª.
Il 6 gennaio le truppe inglesi erano ormai alle porte di Tobruk. Per quanto riguarda la Regia Aeronautica il maresciallo Rodolfo Graziani comunicò che non era più in grado di svolgere alcuna funzione offensiva. Da Roma giunse la decisione di limitare l'azione dei bombardieri S.M.79 alle sole ore notturne o a missioni di ricognizione a diretto supporto delle truppe di terra. Conseguentemente iniziò la riorganizzazione della Vª Squadra Aerea di cui il 15º Stormo faceva parte. Il 15º Stormo cedette alcuni velivoli in efficienza al 52º Gruppo del 34º Stormo. Contemporaneamente il 46º Gruppo di preparò a muovere da N3 (Martuba) a Sidi El Magrum (80 km a sud di Bengasi). A questo punto l'azione degli S.M.79 del 15º Stormo era fortemente limitata dalle gravi perdite subite nei giorni precedenti, dalla ormai cronica scarsa efficienza dei mezzi rimasti, dalla penuria di caccia di scorta e dalla necessità di continui ripiegamenti legati all'incessante avanzata inglese.
L'8 gennaio lo Stormo riuscì a lanciare alcune sortite con velivoli della 53ª, 54ª e 21ª Squadriglia.
Dopo l'ultima missione del giorno 3, il 4 febbraio lo Stormo ripiegò a Zuara ed il 9 febbraio a Zavia in Tripolitania. Si trattava dell'ultima tappa prima del rientro in patria dopo otto mesi di massacrante attività che aveva visto il reparto operare quasi ininterrottamente. 
Lo Stormo lasciò i suoi ultimi nove S.M.79 in efficienza ad altri reparti.
Il rientro in Italia si concludeva il 2 marzo 1941. La restante parte dell'anno era dedicato alla transizione sui bombardieri Caproni Ca.313, con lo Stormo riorganizzato sull'Aeroporto di Vicenza.
Il lungo addestramento del 1941 risultò però vano quando l'8 maggio 1942 il reparto fu convertito in Stormo da Combattimento e poi in Stormo d'Assalto, riequipaggiato con i Fiat C.R.42. L'addestramento con la nuova macchina terminò nell'agosto 1942. Il 7 settembre 1942 il 15º Stormo fu fatto tornare a combattere in Libia, inizialmente dall'aeroporto di Benina.
Il 20 settembre 1942 la 20ª e 21ª Squadriglia (46º Gruppo) si trovavano dislocate presso El-Adem (Base aerea Gamal Abd el-Nasser).
Presso Sorman, nel gennaio del 1943 lo Stormo, ormai ridotto a pezzi, ricevette l'ordine di rimpatrio. Seguì un mese di licenza e poi nel marzo dello stesso anno il reparto si trasferì a Vicenza. Qui inizialmente era previsto il riequipaggiamento con i Fiat G.50 ma ciò non avvenne ed il reparto tornò a volare con i C.R.42.
Il 21 maggio 1943 il reparto tornò operativo. Il 15º Stormo fu trasferito in Sardegna con il 46º Gruppo presso Capoterra.
L'8 settembre successivo lo Stormo viene sciolto quando la squadriglia era a Firenze Peretola con 3 CR 42.